# ОШ „Љубиша Урошевић” Рибаре
Основна школа „Љубиша Урошевић“ се налази у насељу Рибаре. Осим матичне зграде, постоје издвојена одељења са осморазредним школама у местима Кончарево, Старо Ланиште и Ракитово, и четвороразредним у местима Кочино Село и Ново Ланиште.
Места која покривају школу "Љубиша Урошевић" у Рибару припадају општини Јагодина и Поморавском округу. Подручје школе, кога чине поменута насеља, налази се у равници, у доњем току река Лугомир и Белица и њиховог ушћа у реку Велику Мораву.

## Историјат школства у Рибару
Према неким изворима, отпочела је са радом 1851., према другима 1857., али се према историјском архиву Јагодине везује за годину 1848.

### Основна школа Љубиша Урошевић"
Прва Народна школа у селу Рибару почела је са радом 1851. године. За првог учитеља у овој школи био је постављен Милан Миланчевић. У првој школској 1851/52. години уписано је било 19 ученика.
Нов школски објекат има 8 учионица са 5 припремних просторијама, наставничку канцеларију, канцеларију за педагошко-психолошку службу, просторију за предшколску групу, и санитарни чвор. Објекат је просторно повезан са старом зградом, која је комплетно реновирана и адаптирана. У тој згради налази се кухиња са трпезаријом, мултимедијална учионоца, разглас, стоматолошка ординација, просторија за вршњачку медијацију и пријем родитеља, канцеларије директора и секретара школе. Двориште школе је асфалтирано, ограђено, осветљено и уређено. У дворишту се налазе терени за одбојку, терен за фудбал, рукомет и кошарку. Стоматолошку ординацију користе сви ученици матичне школе и издвојених одељења. Канцеларије директора, помоћника, секретара, стручних сарадника опремљене су са 4 рачунара и 2 лап топа. Школа располаже: видео бимом, скенером, штампачима, телевизором, фото-копир апаратом.

### Издвојено одељење Кончарево
Издвојено одељење у Кончареву је осморазредна школа са 8 одељења. Школа ради у две смене са четири учионице, наставничком канцеларијом, кутком за библиотеку, асфалтираним тереном за мали фудбал, рукомет и кошарку, са одговарајућом расветом, летњом учионицом у школском дворишту, кухињом и трпезаријом, помоћним просторијама, (котларница и простор за смештај огрева), мокрим чвором. Информатички кабинет опремљен је са 15 компјутера. Школа поседује штампач, скенер и телевизор. Школа има сопствено парно грејање на чврсто гориво. У школи је предшколско одељење које ради у једној – преподневној смени. У оквиру школског дворишта налази се Дом културе. Школско двориште је ограђено.

### Издвојено одељење Старо Ланиште
Издвојено одељење у Старом Ланишту је осморазредна школа са 5 одељења, од којих је 1 неподељено у првом циклусу. Рад се одвија само у преподневној смени. Школа има 1 објекат у ком се налази: 5 учионица, 1 адаптирана просторија за извођење физичког васпитања у зимским месецима, наставничка канцеларија, кутак за библиотеку, кухиња са трпезаријом, асфалтиран терен у школском дворишту (мали фудбал, рукомет и кошарку), земљани терен за одбојку, помоћне просторије. Све учионице имају пећи и греју се чврстим горивом. Информатички кабинет опремљен је са 5 компјутера. У школи постоји мокри чвор. Са Домом културе који је у склопу школске зграде извршено је и физичко повезивање. Школско двориште је ограђено. У школи је отворено и предшколско одељење, које ради у једној – преподневној смени.

### Издвојено одељење Ракитово
Издвојено одељење у Ракитову је осморазредна школа са 8 одељења, 1 објектом. Школски објекат располаже са: 4 учионице, наставничком канцеларијом, припремном просторијом, кухињом и трпезаријом, мокрим чвором, великим и осветљеним школским двориштем, изграђеним теренима за све спортове. Информатички кабинет располаже са 20 компјутера. У школи је отворено предшколско одељење које ради у једној – преподневној смени. Објекат има централно грејање. Школско двориште је једним делом ограђено живом оградом.

### Издвојено одељење Кочино село
Издвојено одељење у Кочином Селу је четвороразредна школа са 1 комбинованим одељењем и 2 чиста одељења. Настава се одвија у 1 објекту. Школа има 3 учионице, мини кухињу и трпезарију, школско двориште, које је ограђено. Настава се одвија само у преподневној смени. Школа је реновирана: промењени су подови у учионицама и ходницима, уведено је грејање на гас Део школске зграде -школски стан адаптиран је за припремни предшколски програм, који се реализује у једној – преподневној смени. У школи постоји информатички кабинет са 5 компјутера.

### Издвојено одељење Ново Ланиште
Ново Ланиште је школу добило релативно касно у односу на остала насеља у околини, односно тек крајем 19. века. Према неким изворима, разлог за то је највероватније био недостатак средстава локалне власти за издржавање школе. Због тога су деца морала да пешаче око двадесетак километара у оба правца до школе у Рибарима. Тако је било након доношења Закона о устројству основних школа 1857. све до 1892, када је званично покренута иницијатива да село добије школу, јер су се стекли неопходни услови, односно постојао је довољан број деце. Наиме, на општинском збору у Ланишту 19. априла 1892. од 128 правних гласача, за оснивање школе гласало је 101, а против је било четири. У извештају са збора је записано да је збор одобрио одвајање општине од рибарске школске општине, те формирање сопствене. За школске потребе је одређена сеоска кућа породице Милошевића у Црној Бари све док није изграђена зграда школе. Школа је почела са радом 16. новембра 1892, а негде у то време је одређен и први учитељ. Нема података о томе колико је тада било уписано ученика, али је сигурно било довољно за једно одељење првог разреда. У школској 1904/05. години у први разред је био уписан 51 ђак (од тога редовно је похађало наставу 21), у други разред 34 (редовно 31), у трећи разред 14 (редовно 10), а у четврти 18 (редовних 12) ученика. У то време је постојао знатан проблем са доласком деце у школу. У школи су се често мењали учитељи, а један од њих је био и управитељ. Почетком Балканских ратова школа је имала знатне потешкоће у организовању наставе. За врема Аустроугарске окупације, школа је радила, али уз велике проблеме и оскудицу. Након рата, надлежна комисија је извршила процену штете настале на школским објектима. Процена је направљна по ставкама, где је пописан школски инвентар који је укључивао делове објекта и учила и у то време укупна сума је износила 29.000 динара. Већ на крају рата, школске 1918/19. поново је организована настава и из тог периода је остало забележено да су ученици веома добро напредовали тако да су на крају године постигнута и два одлична успеха од 42 ученика у првом и један од такође 42 ученика у другом разреду. Карактеристично за период од 1922. до 1927. је велики број неоцењених ученика, много изостајања, али и постепено повећавање броја девојчица у школи (1919/1920. је од 83 ученика била само једна девојчица). Радни услови су још увек били веома лоши, јер се радило у приватној згради и без довољно наставних средстава. Школске 1927/28. је забележено лоше стање по питању показаног успеха ученика, јер је од 88 ученика само 48 завршило разред. Припреме за изградњу школе започете су одавно, али их је прекинуо Први светски рат, а после њега није било довољно средстава. Изградња је почела 1. октобра 1928. и завршена тачно после годину дана после. Те године је уписан 121 ученик. У њеном склопу су биле две учионице (1.000 m²), канцеларија (15 m²), ходник (40 m²) и стан за учитеље. У склопу школе је било и двориште површине 2.000 m². Камени зид је изграђен касније, 1947. У следећој школској 1930/31. години су забележени тада важни успеси. У први разред је уписано 72 ученика, што је био рекордни број, а други разред је завршило свих 29 ђака. Међутим, осипање ученика је и даље било велико, па су се учитељи трудили да их упишу у школу, што је подразумевало и убеђивање родитеља да их шаљу у школу. Почетком Другог светског рата и окупацијом земље суспендовани су дотадашњи учитељи и постављени су нови. Током рата похађање школе је било још нередовније, тако да је мали број ђака од уписаних и завршио разред. Након рата су се наставили напори нових учитеља да омасове школовање деце, посебно оне који су га пропустили током рата. Међутим, успеси су били скромни, а потешкоће су постојале, пре свега због недостатка средстава. Стање се ангажованошћу наставника постепено нормализовало, тако да се школска 1949/50. може сматрати првом годином редовног похађања наставе. Од школске 1953/54. деца из Старог Ланишта су се преселила у своју новоотворену школу, па се број ученика осетно смањио. У школској 1955/56. школа је електрифицирана, као и цело село. Од школске 1968/69, након реорганизације школске мреже у општини, школа губи своју самосталност и бива прикључена школи у Рибару. Циљеви интеграције су били ефикаснији распоред кадрова и смањење укупних трошкова образовног система у општини. Ученици после завршеног IV разреда школовање настављају у Старом Ланишту, где је 60-их година формирана осмогодишња школа за ученике из Новог и Старог Ланишта и Кочиног села. Године 2006. у школском дворишту је изграђен спортски терен за мале спортове, али је школа уређена и изнутра, а добила је и предшколску наставу. За потребе те наставе је једна просторија потпуно реновирана и обезбеђена су средства за рад. У новије доба, школа се суочава са смањењем броја деце због малог наталитета, али и све масовнијег уписивања деце у градске школе у Јагодини.

## Опремљеност
Матичну школу чине две зграде, изграђене 1933, односно 1936. Школско земљиште заузима простор од близу два хектара и на њему је 1963. изграђена двоспратна стамбена зграда са шест станова за кадровске потребе, а нешто касније и још један школски објекат са тада савремено уређеним учионицама, кабинетима, лабораторијом и радионицом. Око зграде су спортски терени за мали фудбал, рукомет, кошарку и одбојку. Према наводима презентације насеља Рибаре, ово је највећа сеоска школа у том делу Србије. Ипак, капацитет простора није у складу са бројем деце, о чему говоре подаци из 1998.

## Специфичности
И матична школа и издвојена одељења су захваљујући пројекту „Дигитална школа“ опремљене компјутерима 2011.

## Галерија
- Двориште и улаз у школу
- Двориште
- Улаз у школу
- Биста Љубише Урошевића
- Споменик палим борцима у дворишту школе
- Просветно задружни дом у Рибарима из 1931.
- Дом културе у Рибару
- Црква Свете Тројице - Улаз
- Терен за фискултуру
- Подручно одељење у Ракитову
- Црква Светог Луке у Ракитову